# Эмблема Брунея
Герб (эмблема) Брунея — один из официальных символов государства Бруней, утверждённая в 1921 году. Эмблема состоит из пяти главных элементов: флажка, королевского зонтика, крыла, рук и полумесяца.  
На полумесяце написан на арабском языке национальный девиз: «Всегда на службе под руководством Бога». Ниже этого (на ленте) — название нации на арабском языке, которое звучит как «Бруней-Даруссалам» или «Бруней — обитель мира».
Крылья символизируют защиту правосудия и мира. Ниже них — полумесяц, который является символом ислама — государственной религии Брунея. Руки символизируют обязанность правительства защитить людей.

## Использование
- Эмблема продублирована на Флаге Брунея.
- Эмблема Брунея изображена на логотипе радио и телевидения Брунея, рядом зелёные буквы: RTB[1].

## История

Эмблема Брунея 1932-1950

Эмблема Брунея 1950-1959